# Canción de la Cruzada
La Canción de la Cruzada, o Canción de la cruzada contra los albigenses, (en occitano original, Canso de la Crosada) es una canción trovadoresca de 9578 versos escritos en occitano entre 1208 y 1218 por dos autores diferentes. La canción cuenta los sucesos ocurridos en Occitania durante esos años, desde la invasión de los cruzados en Languedoc hasta la muerte de Simón de Montfort. Este texto sirvió de modelo del género (métricas, recursos estilísticos y literarios) a Guillermo de Anelier en la redacción de su Poema de la Guerra de Navarra a finales del siglo XIII.

## Los autores

### Guillermo de Tudela

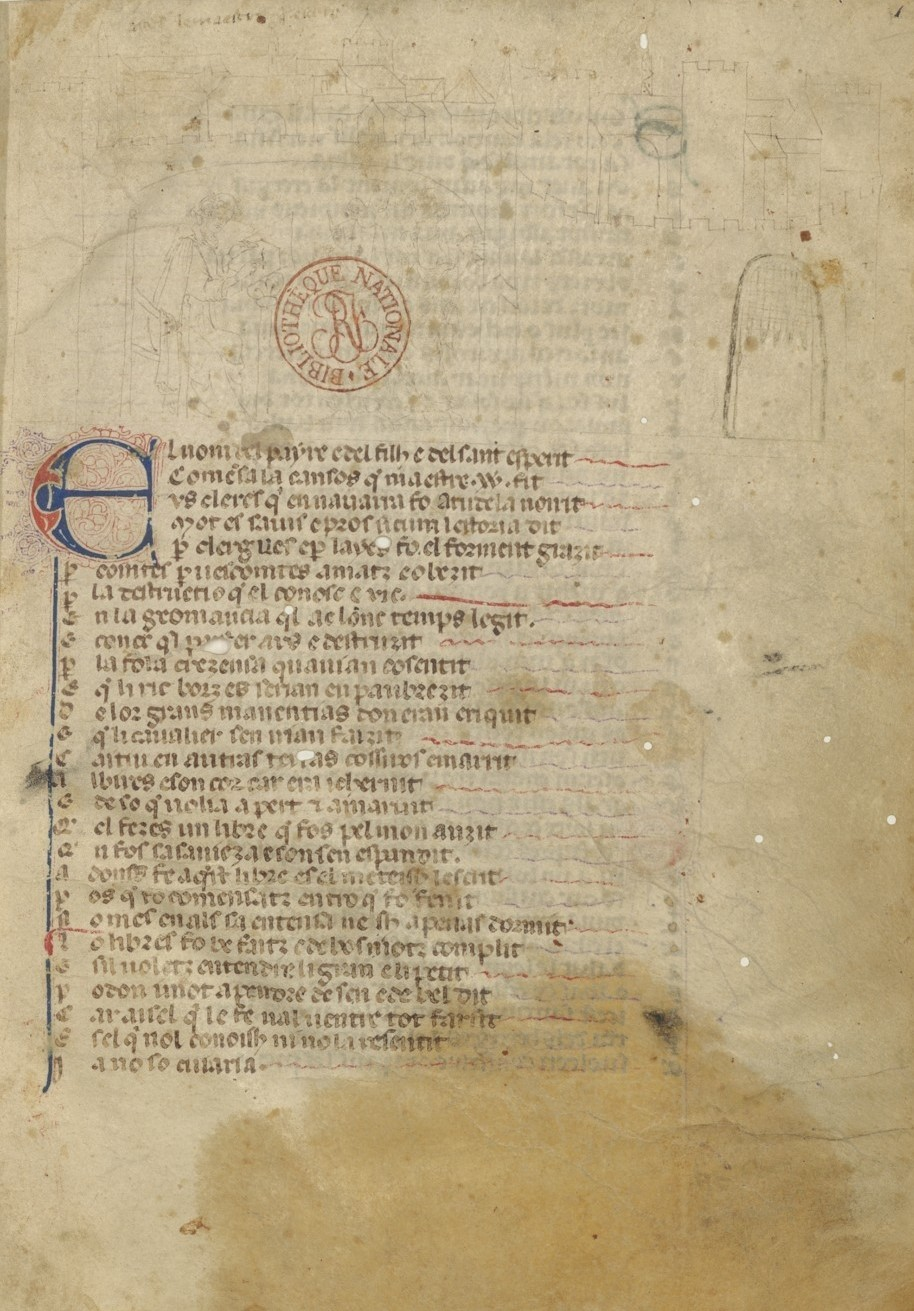
Canso de la Crosada, f. 1

Guillermo de Tudela es el autor los 2772 primeros versos (130 estancias). Era un clérigo procedente de Tudela (Navarra), establecido en Montauban. Hombre de iglesia y profesor de teología, su relato es más bien favorable a los cruzados, pero, pese a todo, condena las masacres de los cruzados en Béziers o Lavaur. Hacia el año 1212, cuando los franceses se acercaban a Montauban, Guillermo entra en Bruniquel de Aveyron, que era señorío del fraile novicio de Raimundo VI de Tolosa, Balduino, que se había pasado del lado de los cruzados. Su historia se acaba de golpe en julio de 1213.

El nom del Payre e del Filh e del Sant Esperit

Comensa la cansos que maestre Guilhelms fit

Us clercs qui fo en Navarra a Tudela, noirit;

Pois vint a Montalba, si cum l'estoria dit.

S'i estet onze ans, al dotze s'en issit.

En el nombre del Padre y del Hijo y del Espíritu Santo.

Comienza la canción que el maestre Guillermo hizo,

un clérigo que fue en Navarra, en Tudela, criado.

Después vino a Montauban, como dice la historia,

ahi estuvo once años, al duodécimo, se marchó.
Guillermo de Tudela, c. 1213, vv. 1-5

En sus versos, Guillermo de Tudela manifiesta su intención de redactar otro cantar sobre la batalla de las Navas de Tolosa, cuando escribe:

Aisi co m’o retrais maestre Pons de Mela,

Que l’avia trames lo reis qui te Tudela,

senher de Pampalona, del castel de la Estela,

lo mielher cavalers que anc montes en cela.

E sap o Miramamelis qui los paians cáptela.

Lo reis d’Arago i fo, e lo reis de Castela.

Tuit essems i feriro de lor trencant lamcla,

qu’eu ne cug encar far bona canso novela

tot en bel pargamin.
Así como me contó el maestre Pons de Mela,

que le había enviado el rey que tiene Tudela,

señor de Pamplona, del castillo de Estella

el mejor caballero que jamás montó en silla,

conocido de Miramamolín, que los paganos encabeza.

El rey de Aragón ahí fue, y el rey de Castilla.

Todos hirieron con su lanza cortante,

que pienso hacer de ello una nueva canción

todo en bello pergamino.
Guillermo de Tudela, c. 1213, vv. 16-24

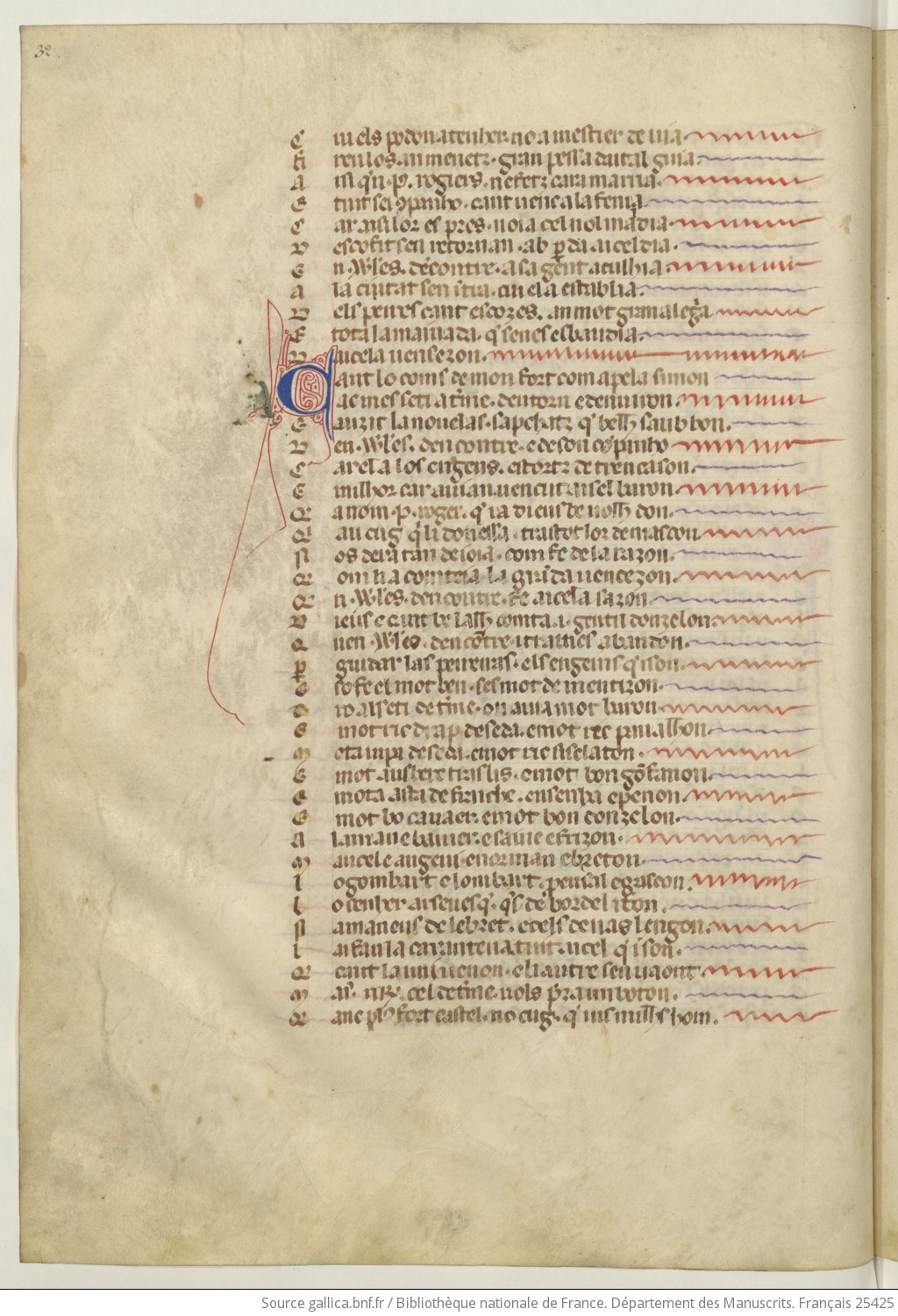
Manuscrito del.

Aunque no hay evidencia directa y fehaciente de que escribiera este segundo cantar sobre las Navas de Tolosa, Martín de Riquer estima que sí pudo hacerlo. Considera que existen indicios de ello en la crónica de Bernat Desclot que pudo poner «en prosa un poema anterior. Podría tratarse del cantar perdido sobre la batalla de las Navas de Tolosa, de Guilhem de Tudela, puesto que en el texto de Desclot subsisten numerosos hemistiquios de seis sílabas, y precisamente la Cansó de la crozada está compuesta en versos de dos hemistiquios de seis sílabas.»
Recientemente, en su tesis doctoral, Marjolaine Raguin revalorizaba a este autor afirmando que «el valor literario de la composición de Guilhem de Tudela ha sido cuestionado a menudo: si no tiene el talento oratorio del autor anónimo, a veces podemos lamentar su estilo conciso y eficaz cuando nos enfrentamos a las largas diatribas del anónimo. Guillermo de Tudela tiene cierto gusto por la literatura épica y le gusta citar a Raoul de Cambrai, la novela de Troyes, el ciclo de Roldán y Carlomagno y, por supuesto, la Canción de Antioquía sobre cuyo modelo construye su canción.»

### Anónimo
El autor anónimo de la segunda parte de la canción, compuso unos 6800 versos. Aunque desconocido, realizó una obra de una calidad poética segura y de una gran pureza lingüística. A pesar de ser católico, resulta bastante anticlerical. Es contrario a la cruzada y defiende siempre los valores del coraje, la igualdad entre pares y la convivencia, que son las de la sociedad medieval occitana. Contó con ingenio los episodios entre 1213 y 1218: batalla de Muret, concilio de Letrán, asedio y toma de Beaucaire, sublevación de Tolosa y batalla de Baziège.
Ha habido intentos de revelar la auténtica identidad de este autor. Se ha hipotetizado de que se podría tratar del trovador Peire Cardenal, debido a las coincidencias intertextuales entre la Canción y su obra. Sin embargo, autores como el lingüista alemán Karl Vossler no han visto una especial relación entre ambos estilos, ya que otros trovadores podrían haberse asimilado al estilo del autor anónimo, como es el caso de Raimbaut de Vaqueiras.

## Historia del manuscrito

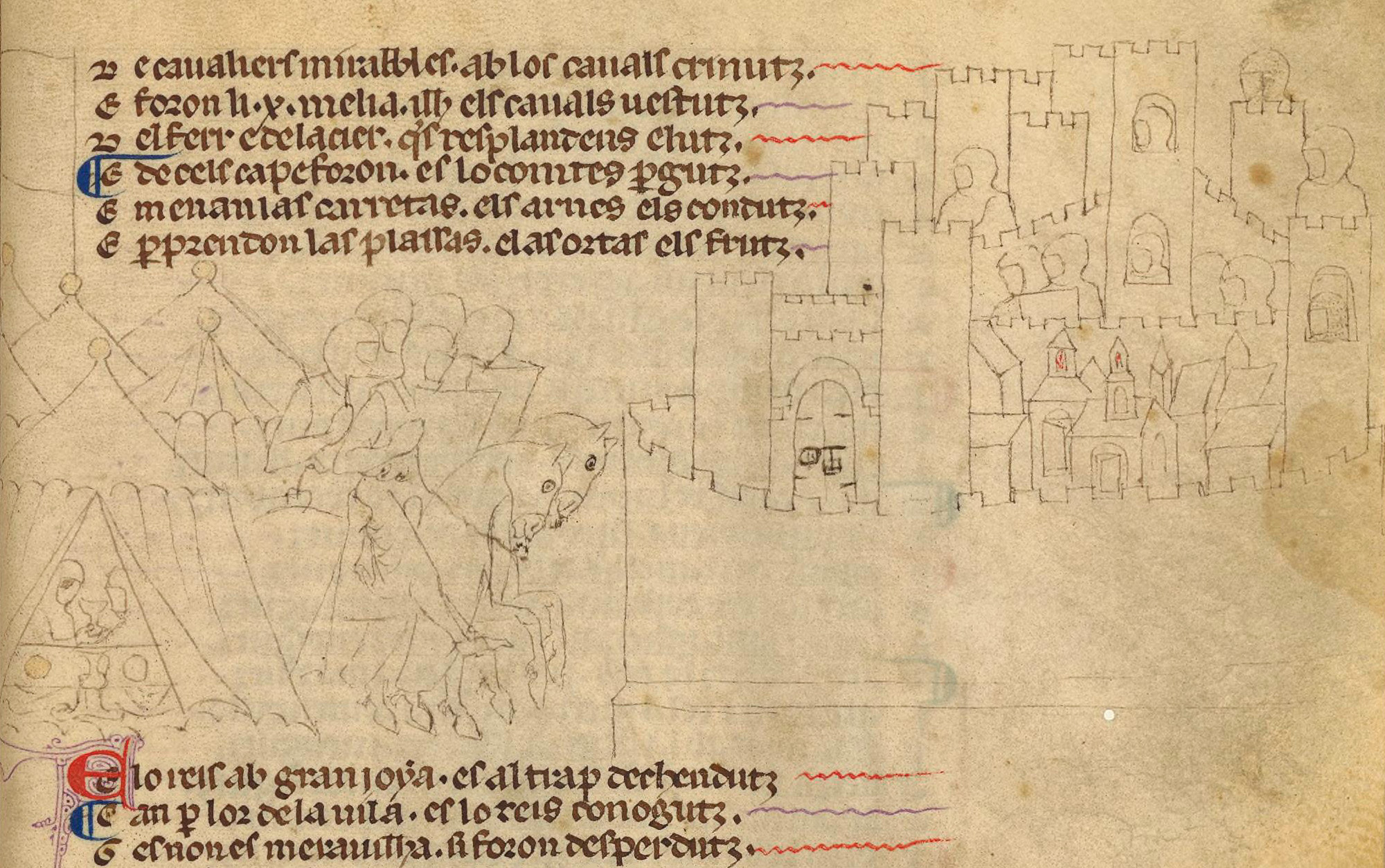
Página del manuscrito contando la toma de Marmande

La Canción se ha conservado gracias a una copia manuscrita única recopilada hacia 1275 en la región de Toulouse. La historia del manuscrito se puede resumir de la siguiente forma:
- En 1337 el manuscrito formaba parte los bienes de un noble de Quercy.
- Después habría pertenecido al cardenal Mazarino.
- Fue comprado por Pierre Paul Bombardee de Beaulieu, regidor de Luis XV.
- Posteriormente pasó a la biblioteca del Duque de la Valière.
- En 1780 fue comprado por la biblioteca del Rey de Francia.
- Pasó a de la Biblioteca Nacional francesa, donde se encuentra en la actualidad.[14]
- Fue publicado en 1837 por Claude Fauriel, profesor de la Universidad de la Sorbona, en París.

## Extracto
Aquí un extracto que cuenta la muerte del rey de Aragón, Pedro II, durante la batalla de Muret:

El bos reis d'Arago, cant les ag perceubutz

Ab petits companhos es valor atendutz

E l'ome de Tolosa i son tuit correguz

Que anc ni coms ni reis non fon de ren creutz

E anc no saubon mot trols fances son vengutz

E van trastuit en la on fol reis conogutz

E el escrida "Eu sol reis!" mas no i es entendutz

E fo si malament e nafratz e ferutz

Que per meja la terra s'es lo sancs espandutz

E loras cazec mortz aqui tot estendutz

E l'autri, cant o viro, tenos per deceubutz.
[...]
Molt fo gran lo damnatge, e'l dol, e'l perdiment

Cant lo rei d'Aragon remas mort e sagnens,

E molt d'autres baros, don fo gran l'aunimens'

A tot lo crestianesme e a trastotas gens.

## Ediciones y traducciones
- Meyer, Paul (1875). La chanson de la croisade contre les Albigeois (en francés). París: Libraire Renouard. Consultado el 8 de noviembre de 2024.
- Martin-Chabot, Eugène, ed. and tr. 1931–1961. La chanson de la croisade albigeoise. Paris: Les Belles Lettres.
- Gougaud, Henri, tr. 1989, La Chanson de la Croisade albigeoise. Col. Lettres Gothiques. Le Livre de Poche. Con prefacio de Georges Duby e introducción de Michel Zink. ISBN 9782253050841
- Shirley, Janet, tr. 1996. The Song of the Cathar Wars: A History of the Albigensian Crusade. Ashgate Publishing.
- Martines, Vicent; Ensenyat, Gabriel (2003). Cançó de la croada contra els albigesos. Barcelona: Edicions Proa. ISBN 978-84-8437-548-7.